# Carolina Punset
Carolina Clara Punset Bannel, née le 5 janvier 1971 à Washington D.C., est une femme politique espagnole.
Elle est élue députée au Parlement valencien en 2015 et y devient porte-parole du groupe de Ciudadanos, qui siège dans l'opposition. Elle démissionne en février 2016 pour devenir députée européenne en tant que suppléante de Juan Carlos Girauta, élu au Congrès des députés six semaines plus tôt.

## Biographie

### Études et activité professionnelle
Elle est licenciée en droit de l'université autonome de Madrid et diplômée en expertise calligraphique judiciaire de l'université complutense de Madrid. Elle exerce la profession d'avocate pénaliste et d'expert en écritures auprès de la Communauté valencienne. Elle a notamment travaillé pour des organisations comme Médecins sans frontières (MSF).

### Vie politique

#### Débuts
En 2007, elle fonde un mouvement citoyen local nommé « Citoyens indépendants pour Altea » (Ciudadanos Independientes por Altea , CIPAL) en vue des élections municipales d'Altea. Elle est élue conseillère municipale en 2007 (en alliance avec le Parti socialiste du pays valencien) et devient adjointe chargée de l'agriculture, de la santé et la participation citoyenne[réf. nécessaire]. Après l'élection de 2011 (élue avec le Parti populaire), elle est nommée adjointe chargée de l'urbanisme[réf. nécessaire]. Durant ses deux mandats, de 2007 à 2015, elle s'intéresse particulièrement aux questions relatives à l'environnement et à l'agriculture biologique.

#### Des législatives françaises à Ciudadanos
En 2012, elle est candidate aux élections législatives françaises de 2012 dans la cinquième circonscription des Français établis hors de France (comprenant la Péninsule Ibérique et la Principauté de Monaco) pour le parti Europe Écologie Les Verts ; elle obtient 9,49 % des voix.
Elle participe à la présentation du Mouvement citoyen à Madrid en 2013 aux côtés d'Albert Rivera.
Elle est candidate aux élections européennes de 2014 en troisième place sur la liste du parti Ciudadanos. La liste obtient deux sièges, initialement pour Javier Nart et Juan Carlos Girauta.

#### Des Corts au Parlement européen
Elle est ensuite choisie comme chef de file de Ciudadanos aux élections autonomiques du 25 mai 2015 dans la Communauté valencienne. Avec 12,7 % des voix, elle fait élire 13 députés sur 99 au Parlement valencien. Elle y devient à l'ouverture de la IXe législature la porte-parole du groupe de Ciudadanos, qui siège dans l'opposition avec le Parti populaire (PP).
Elle renonce à ses mandats et fonctions le 7 février 2016. Ce jour-là en effet, elle intègre le Parlement européen en tant que suppléante de Juan Carlos Girauta, élu au Congrès des députés en décembre 2015.
Elle est très critique à l'égard de la ligne politique officielle maintenue par le parti et menace de le quitter en juin 2017.
En octobre 2018, alors qu'elle regrette la « dérive ultra-libérale » et « machiste » de Ciudadanos, les dirigeants de celui-ci annoncent entreprendre une procédure d'exclusion à son encontre.

### Vie privée
Elle est la fille d'Eduard Punset, homme politique, ancien ministre et écrivain.